# Markíza Doma
Markíza Doma (bis 10. August 2022: TV Doma) ist ein slowakischer privater Fernsehsender und nahm im August 2009 den Sendebetrieb auf. Neben TV Doma betreibt die Central European Media Enterprises in der Slowakei noch die Sender TV Markíza, Nova Sport und MTV.
Das Programm ist auf ein weibliches Publikum ausgerichtet und besteht aus Serien, Spielfilmen und Eigenproduktionen.

## Sendungen
- Columbo
- Eine schrecklich nette Familie
- Gossip Girl
- Jesse (Fernsehserie)
- Men in Trees
- Sex and the City
- Summerland Beach
- Susan (Fernsehserie)
- Wege zum Glück